# 霍本高架橋

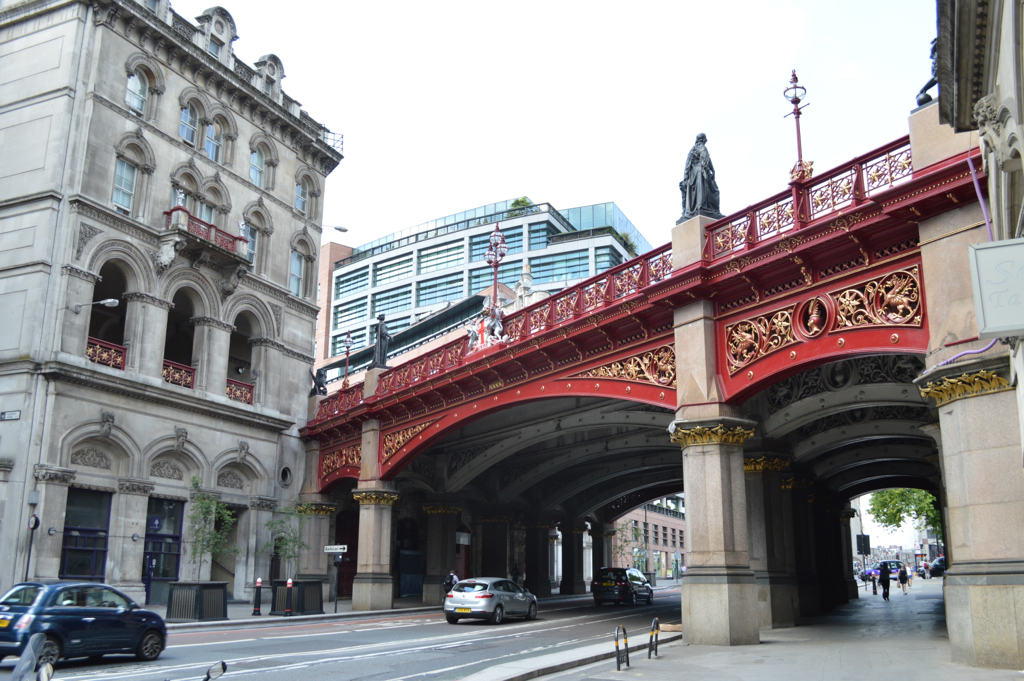
2014年時的霍本高架橋

霍本高架橋（英語：Holborn Viaduct）是英國倫敦的一座公路橋。這座橋全長1,400英尺（430），寬80英尺（24）。霍本高架橋修建於1863年至1869年。霍爾本高架橋發電廠位於這裡附近。